# Liste des intercommunalités de Saône-et-Loire

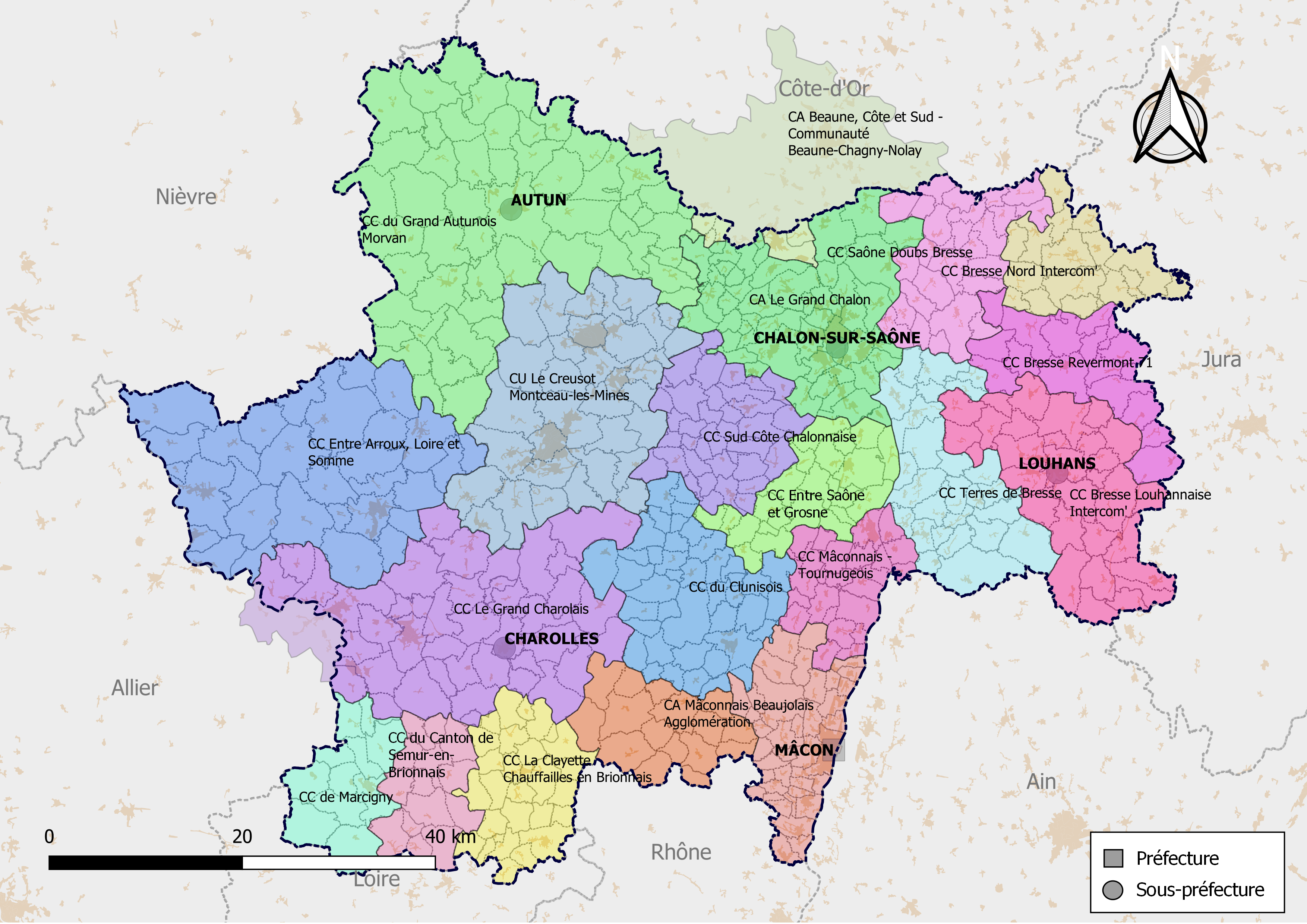
Carte des EPCI de Saône-et-Loire au 1er janvier 2019.

Depuis le 1er janvier 2017, le département de Saône-et-Loire compte 19 établissements publics de coopération intercommunale à fiscalité propre dont le siège est dans le département (une communauté urbaine, deux communautés d'agglomération et 16 communautés de communes), dont 2 qui sont interdépartementaux. Par ailleurs 5 communes sont groupées dans une intercommunalité dont le siège est situé hors département.

## Intercommunalités à fiscalité propre
| Forme juridique                                           | Nom                                                     | no SIREN  | Date de création | Nombre de communes     | Population (der. pop. légale) | Superficie (km2) | Densité (hab./km2) | Siège                         | Président              |
| --------------------------------------------------------- | ------------------------------------------------------- | --------- | ---------------- | ---------------------- | ----------------------------- | ---------------- | ------------------ | ----------------------------- | ---------------------- |
| Communauté urbaine                                        | CU Le Creusot Montceau-lès-Mines                        | 247100290 | 13 janvier 1970  | 34                     | 90 674 (2021)                 | 742,0            | 122                | Le Creusot                    | David Marti            |
| Communauté d'agglomération                                | Le Grand Chalon                                         | 247100589 | 1er janvier 1994 | 51                     | 113 953 (2021)                | 551,70           | 207                | Chalon-sur-Saône              | Sébastien Martin       |
| Communauté d'agglomération                                | CA Mâconnais Beaujolais Agglomération                   | 200070308 | 1er janvier 2017 | 39 (dont 1 dans le 01) | 78 980 (2021)                 | 298,20           | 265                | Mâcon                         | Jean-Patrick Courtois  |
| Communauté de communes                                    | CC Le Grand Charolais                                   | 200071884 | 1er janvier 2017 | 44 (dont 3 dans le 03) | 39 682 (2021)                 | 941,90           | 42                 | Paray-le-Monial               | Gérald Gordat          |
| Communauté de communes                                    | CC du Grand Autunois Morvan                             | 200070530 | 1er janvier 2017 | 55                     | 35 222 (2021)                 | 1 252,30         | 28                 | Autun                         | Marie-Claude Barnay    |
| Communauté de communes                                    | CC Bresse Louhannaise Intercom'                         | 200071579 | 1er janvier 2017 | 30                     | 28 283 (2021)                 | 509,90           | 56                 | Louhans                       | Anthony Vadot          |
| Communauté de communes                                    | CC Entre Arroux, Loire et Somme                         | 200070316 | 1er janvier 2017 | 30                     | 21 705 (2021)                 | 864,70           | 25                 | Gueugnon                      | Edith Gueugneau        |
| Communauté de communes                                    | CC Terres de Bresse                                     | 200071538 | 1er janvier 2017 | 25                     | 22 516 (2021)                 | 395,0            | 57                 | Cuisery                       | Cédric Dauge           |
| Communauté de communes                                    | CC Mâconnais - Tournugeois                              | 200069698 | 1er janvier 2017 | 24                     | 15 793 (2021)                 | 217,90           | 73                 | Tournus                       | Catherine Gabrelle     |
| Communauté de communes                                    | CC Brionnais Sud Bourgogne                              | 200070548 | 1er janvier 2017 | 29                     | 14 974 (2021)                 | 290,90           | 52                 | Chauffailles                  | Marie-Christine Bignon |
| Communauté de communes                                    | CC du Clunisois                                         | 200040293 | 1er janvier 2014 | 41                     | 13 987 (2021)                 | 448,70           | 31                 | Cluny                         | Jean-Luc Delpeuch      |
| Communauté de communes                                    | CC Saône Doubs Bresse                                   | 200040038 | 1er janvier 2014 | 27                     | 12 081 (2021)                 | 316,60           | 38                 | Verdun-sur-le-Doubs           | Philippe Decroocq      |
| Communauté de communes                                    | CC Sud Côte Chalonnaise                                 | 247104094 | 6 septembre 2000 | 36                     | 11 527 (2021)                 | 316,40           | 36                 | Buxy                          | Daniel Duplessis       |
| Communauté de communes                                    | CC entre Saône et Grosne                                | 247103765 | 1er janvier 1995 | 23                     | 11 071 (2021)                 | 258,40           | 43                 | Sennecey-le-Grand             | Jean-Claude Becousse   |
| Communauté de communes                                    | CC Bresse Revermont 71                                  | 200042414 | 1er janvier 2014 | 17                     | 9 925 (2021)                  | 282,60           | 35                 | Saint-Germain-du-Bois         | Didier Fichet          |
| Communauté de communes                                    | CC Saint Cyr Mère Boitier entre Charolais et Mâconnais  | 200071645 | 1er janvier 2017 | 16                     | 8 024 (2021)                  | 257,70           | 31                 | Trambly                       | Jean-Paul Aubague      |
| Communauté de communes                                    | Bresse Nord Intercom'                                   | 247100647 | 31 décembre 1993 | 16                     | 6 514 (2021)                  | 242,70           | 27                 | Pierre-de-Bresse              | Jacques Guiton         |
| Communauté de communes                                    | CC de Marcigny                                          | 247100639 | 28 décembre 1993 | 12                     | 6 019 (2021)                  | 224,70           | 27                 | Marcigny                      | Jean-Claude Ducarre    |
| Communauté de communes                                    | CC du Canton de Semur-en-Brionnais                      | 247103864 | 1er janvier 1995 | 14                     | 5 207 (2021)                  | 196,60           | 27                 | Saint-Christophe-en-Brionnais | André Mamessier        |
| Intercommunalité dont le siège est situé hors département |                                                         |           |                  |                        |                               |                  |                    |                               |                        |
| Communauté d'agglomération                                | CA Beaune, Côte et Sud - Communauté Beaune-Chagny-Nolay | 200006682 | 1er janvier 2007 | 53 (dont 5 dans le 71) | 50 456 (2021)                 | 558,50           | 90                 | Beaune (21)                   | Alain Suguenot         |

## Historique

### Au1erjanvier 2017
À la suite de la signature d'un nouveau schéma départemental de coopération intercommunal le 29 mars 2016, de nombreux changements voient le jour au 1er janvier 2017.
- Extension d'intercommunalités:
  - La Communauté de communes du Clunisois est étendue aux communes de Ameugny, Bonnay, Burgy, Cortevaix, Joncy, Saint-Clément-sur-Guye, Saint-Huruge, Saint-Martin-la-Patrouille et Saint-Ythaire[22].
  - La Communauté urbaine du Creusot Montceau-les-Mines est étendue aux communes de Essertenne, Mary, Mont-Saint-Vincent, Morey, Perreuil, Saint-Micaud et Saint-Romain-sous-Gourdon[22].
  - La Communauté d'agglomération Le Grand Chalon est étendue aux communes d'Aluze, Bouzeron, Chamilly, Charrecey, Chassey-le-Camp, Cheilly-les-Maranges, Dennevy, Remigny, Saint-Bérain-sur-Dheune, Saint-Gilles, Saint-Léger-sur-Dheune, Saint-Loup-Géanges, Saint-Sernin-du-Plain et Sampigny-les-Maranges[23].
  - La Communauté de communes entre Saône et Grosne est étendue aux communes de Bissy-sous-Uxelles, Chapaize, Cormatin, Curtil-sous-Burnand, Malay et Savigny-sur-Grosne[23].
  - La Communauté de communes du Sud de la Côte Chalonnaise est étendue aux communes de Burnand, Collonge-en-Charollais, Genouilly, Le Puley, Saint-Gengoux-le-National et Vaux-en-Pré[23].
- Fusion d'intercommunalités:
  - Création de la Communauté de communes du Grand Charolais, résultat de la fusion de la Communauté de communes de Paray-le-Monial, de la Communauté de communes Digoin Val de Loire et de la Communauté de communes du Charolais avec extension à la commune de Le Rousset-Marizy[24].
  - Création de la communauté d'agglomération Mâconnais Beaujolais Agglomération, résultat de la fusion de la Communauté d'agglomération du Mâconnais - Val de Saône et de la Communauté de communes du Mâconnais Beaujolais[24].
  - Création de la Communauté de communes Terres de Bresse, résultat de la fusion de la Communauté de communes Saône, Seille, Sâne et de la Communauté de communes des Portes de la Bresse[24].
  - Création de la Communauté de communes Mâconnais-Tournugeois, résultat de la fusion de la Communauté de communes du Tournugeois et de la Communauté de communes du Mâconnais - Val de Saône[24].
  - Création de la Communauté de communes La Clayette Chauffailles en Brionnais, résultat de la fusion de la Communauté de communes Sud Brionnais et de la Communauté de communes du pays clayettois[24].
  - Création de la communauté de communes Bresse Louhannaise Intercom', résultat de la fusion de la Communauté de communes Coeur de Bresse et de la Communauté de communes Cuiseaux Intercom[24].
  - Élargissement de la Communauté de communes du Grand Autunois Morvan, résultat de la fusion de l'ancienne communauté de communes du Grand Autunois Morvan et de la Communauté de communes de Beuvray - Val d'Arroux avec extension aux communes de Couches, Dracy-les-Couches, Saint-Jean-de-Trezy et Saint-Maurice-les-Couches[24].
  - Création de la Communauté de communes entre Arroux, Loire et Somme, résultat de la fusion de la Communauté de communes entre Somme et Loire et de la Communauté de communes du Pays de Gueugnon[24].
  - Création de la Communauté de communes Saint-Cyr Mère Boitier entre Charolais et Mâconnais, résultat de la fusion de la Communauté de communes de Matour et sa région et de la Communauté de communes du Mâconnais Charolais[24].
- Rattachement des communes isolées:
  - Change à la CA Beaune Côte et Sud
  - Saint-Loup-Géanges à la CA Chalon - Val de Bourgogne
- Dissolution d'intercommunalités:
  - Communauté de communes Des Monts et des Vignes
  - Communauté de communes entre la Grosne et le Mont-Saint-Vincent
  - Communauté de communes de Paray-le-Monial
  - Communauté de communes Digoin Val de Loire
  - Communauté de communes du Charolais
  - Communauté d'agglomération du Mâconnais - Val de Saône
  - Communauté de communes du Mâconnais Beaujolais
  - Communauté de communes des Portes de la Bresse
  - Communauté de communes Saône, Seille, Sâne
  - Communauté de communes du Tournugeois
  - Communauté de communes du Mâconnais - Val de Saône
  - Communauté de communes Sud Brionnais
  - Communauté de communes du pays clayettois
  - Communauté de communes Cœur de Bresse
  - Communauté de communes Cuiseaux Intercom
  - Communauté de communes du Grand Autunois Morvan
  - Communauté de communes de Beuvray - Val d'Arroux
  - Communauté de communes du Pays de Gueugnon
  - Communauté de communes entre Somme et Loire
  - Communauté de communes du Mâconnais Charolais
  - Communauté de communes de Matour et sa région

### Changements jusqu'en 2014
La réforme des collectivités territoriales a profondément modifié le paysage intercommunal de Saône-et-Loire jusqu'au 1er janvier 2014.

#### Au1erjanvier 2014
La réforme des collectivités territoriales prônant une diminution du nombre d'intercommunalités, de nombreuses communautés de communes fusionnent en 2014.
- Chaudenay et Allerey-sur-Saône rejoignent la Communauté d'agglomération Chalon Val de Bourgogne[25]. Toutefois, en raison d'un litige avec la communauté d'agglomération Beaune, Côte et Sud, l'adhésion de Chaudenay est reportée.
- Vérosvres rejoint la Communauté de communes de Matour et sa région[26].
- Romanèche-Thorins rejoint la Communauté de communes du Mâconnais Beaujolais[27].
- Saint-Ambreuil quitte la Communauté d'agglomération Chalon Val de Bourgogne et rejoint la Communauté de communes entre Saône et Grosne[28].
- Charrecey quitte la Communauté d'agglomération Chalon Val de Bourgogne et rejoint la Communauté de communes Des Monts et des Vignes (anciennement Communauté de communes entre Monts et Dheune)[29].
- Dompierre-sous-Sanvignes, Marly-sur-Arroux, Saint-Romain-sous-Versigny et Toulon-sur-Arroux rejoignent la Communauté de communes du Pays de Gueugnon[30].
- Charmoy, Gourdon, Marigny, Marmagne, Saint-Firmin, Saint-Julien-sur-Dheune, Saint-Pierre-de-Varennes et Saint-Symphorien-de-Marmagne rejoignent la Communauté urbaine Creusot-Montceau[31].
- Vitry-en-Charollais rejoint la Communauté de communes de Paray-le-Monial[32].
- Les communautés de communes du Canton de Charolles, du Val de Joux et Nord Charolais fusionnent sous le nom de Communauté de communes du Charolais[33].
- Les communautés de communes des Trois Rivières du Verdunois et Saône et Bresse fusionnent sous le nom de Communauté de communes Saône Doubs Bresse[34].
- Les communautés de communes du Clunisois et de la Guiche fusionnent en intégrant les communes de Chiddes, Chissey-lès-Mâcon, Passy, Sailly, Sigy-le-Chatel et Taizé[35].
- Les communautés de communes autour du Mont Saint-Vincent et entre Grosne et Guye fusionnent en intégrant la commune du Rousset sous le nom de Communauté de communes entre la Grosne et le Mont Saint-Vincent[36].
- Les communautés de commune entre Monts et Dheune et autour du Couchois fusionnent en intégrant la commune de Charrecey sous le nom de Communauté de communes Des Monts et des Vignes[37].
- Les communautés de communes de l'Autunois, de la Vallée de la Drée et Arroux Mesvrin fusionnent en intégrant les communes de Créot, Épertully, Laizy, Saint-Emiland et Saint-Gervais-sur-Couches sous le nom de Communauté de communes du Grand Autunois Morvan[38].
- Les communautés de communes du Canton de Montpont-en-Bresse et de Saône et Seille fusionnent en intégrant les communes de La Frette et Savigny-sur-Seille sous le nom de Communauté de communes Saône, Seille, Sâne[39].
- Les communautés de communes du Canton de Louhans et du Canton de Montret (hormis La Frette et Savigny-sur-Seille) fusionnent en intégrant les communes de Le Fay, Montcony, Sagy et Saint-Martin-du-Mont sous le nom de Communauté de communes Cœur de Bresse[40].
- Les communautés de communes du Canton de Saint-Germain-du-Bois et du Canton de Beaurepaire-en-Bresse (hormis Le Fay, Montcony, Sagy et Saint-Martin-du-Mont) fusionnent sous le nom de Communauté de communes de Bresse Revermont 71[41].

#### Au1erjanvier 2013
Plusieurs communes ont rejoint une intercommunalité:
- Baudemont, la Communauté de communes du Pays clayettois[42].
- Brion, la Communauté de communes de Beuvray - Val d'Arroux. La commune de Laizy devait également rejoindre cette intercommunalité mais elle a finalement décidé de rejoindre la Communauté de communes de l'Autunois en 2014[43].
- Chérizet, la Communauté de communes du clunisois[44].
- Pierreclos, la Communauté de communes du Mâconnais Charolais[45].
- Reclesne et Saint-Forgeot, la Communauté de communes de l'Autunois[46].
- Saint-Yan, la Communauté de communes de Paray-le-Monial[47].

#### Au1erjanvier 2012
- La Communauté de communes entre Somme et Loire est créée à partir de la fusion des communautés de communes du canton de Bourbon-Lancy et du canton d'Issy-l'Évêque[48].
- La commune de Montjay rejoint la Communauté de communes du Canton de Saint-Germain-du-Bois[49].

#### Communes ne faisant partie d'aucune intercommunalité avant 2012
1. Baudemont
2. Brion
3. Change
4. Chérizet
5. Clermain
6. Créot
7. Épertully
8. Gourdon
9. Laizy
10. Montjay
11. Pierreclos
12. Reclesne
13. Romanèche-Thorins
14. Saint-Forgeot
15. Saint-Julien-sur-Dheune
16. Saint-Loup-Géanges
17. Saint-Yan
18. Vitry-en-Charollais

### Anciennes intercommunalités
1. Communauté de communes Arroux Mesvrin
2. Communauté de communes autour du Couchois
3. Communauté de communes autour du Mont Saint-Vincent
4. Communauté de communes de l'Autunois
5. Communauté de communes du Canton de Beaurepaire-en-Bresse
6. Communauté de communes du canton de Bourbon-Lancy
7. Communauté de communes du Canton de Charolles
8. Communauté de communes du Canton d'Issy-l'Évêque
9. Communauté de communes du Canton de Louhans
10. Communauté de communes du Canton de Montpont-en-Bresse
11. Communauté de communes du Canton de Montret
12. Communauté de communes du Canton de Saint-Germain-du-Bois
13. Communauté de communes entre Arroux et Bourbince
14. Communauté de communes entre Grosne et Guye
15. Communauté de communes entre Monts et Dheune
16. Communauté de communes de la Guiche
17. Communauté de communes Nord Charolais
18. Communauté de communes de la Région de Chagny en Bourgogne
19. Communauté de communes Saône et Bresse
20. Communauté de communes de Saône et Seille
21. Communauté de communes des Trois Rivières du Verdunois
22. Communauté de communes du Val de Joux
23. Communauté de communes de la Vallée de la Drée